# Free tekno
Free tekno, hardtek, tekno – gatunek muzyki elektronicznej powstały w 1990 roku, na festiwalach free party w zachodniej Europie. Nazwa tekno powstała celowo w celu odróżnienia jej od muzyki techno. 
Muzyka ta jest szybka, energiczna, mająca 170–200 uderzeń na minutę i charakterystyczny głęboki, silny bas wraz z wielobarwnymi rozmaitymi dźwiękami typowymi dla techno. Free tekno czerpało wpływy z takich gatunków jak gabber, jungle i rave. Wykorzystuje w utworach sample z programów telewizyjnych czy filmów.
Wraz z rozwojem tej muzyki pojawiły się inne nazwy, takie jak hardtek, spiral tekno, freetek, tribe czy tribetek.
Producenci tekno pochodzą z Czech, Francji, Holandii, Wielkiej Brytanii i Włoch. Najpopularniejsi producenci free tekna to: 69db, Arobass, Babyon Joke, Banditos, Billx, Crystal DistortionIxy, Curley, Diablo (LSDF), Floxytek, Gotek, Guigoo, Infrabass, Kaos, Les Boucles Etranges, Maissouille, Mat Weasel, Narkotek, Nout, Psychospores, Spiralheadz, Teknambul, Vinka, Yale, Zone-33.